# مايكل وودز
مايكل جيمس وودز (بالإنجليزية: Michael James Woods)‏، (مواليد 6 أبريل 1990 في يورك، إنجلترا)، هو لاعب كرة قدم إنجليزي يلعب في مركز الوسط.
بدأ مسيرته الكروية مع تشيلسي في عام 2006.

## روابط خارجية
- مايكل وودز على موقع قاعدة بيانات كرة القدم.إي يو (الإنجليزية)
- مايكل وودز على موقع Soccerbase.com (لاعب) (الإنجليزية)
- مايكل وودز على موقع Soccerway.com (الإنجليزية)
- مايكل وودز على موقع كووورة